# ベインブリッジ反射
ベインブリッジ反射（ - はんしゃ）は、1915年にイギリスの生理学者フランシス・アーサー・ベインブリッジ（w:Francis Arthur Bainbridge）によって発見された心臓の循環における反射である。心房後壁大静脈、右心房中隔、肺静脈心臓部などで静脈環流量が増加し、機械的に引き延ばされ、これの部位に分布している伸展受容器が興奮して迷走神経の心臓枝に含まれている求心性神経を介して反射機構が作動、心拍数が増加する。これは、フランク・スターリングの心臓の法則が成立する一因となっている。